# Due amanti
Due amanti è un dipinto eseguito da Giulio Romano tra il 1523 e il 1524 e conservato nell'Ermitage di San Pietroburgo.
L'opera, di dimensioni monumentali, è stata forse eseguita a Roma su commissione di Federico Gonzaga e sembra precedere di poco la partenza di Giulio per Mantova.

## Descrizione
Il dipinto raffigura una scena erotica fra due amanti spiati da una terza figura.
La scena si concentra su un letto avvolto da un tendaggio di stoffa verde contornato da un ricamo dorato, quasi a suggerire un baldacchino improvvisato, sulla cui spalliera si ergono teste di creature mitologiche con le orecchie a punta. Sul letto è disteso un giovane seminudo a cui si abbraccia una donna: gli accessori che esibisce (un bracciale dorato al braccio, una cinghia bianca fra i capelli e orecchini di perle) la identificano come una cortigiana. La gamba destra della donna scivola sopra un tavolino su cui sono ripiegate le sue vesti bianche, la mano destra scioglie la sua treccia dorata posata sul petto dell'uomo, mentre la mano sinistra solleva il panno che cinge i fianchi del giovane. La posa dell'uomo è simmetrica a quella della donna: anche la sua gamba destra scivola fuori dal letto su uno sgabello con delle ciabatte nere, il gomito destro affonda nei cuscini e con il braccio sinistro avvolge il fianco della giovane.
A terra è rannicchiato un gattino impaurito, un espediente visivo che Giulio Romano aveva già usato nella Madonna della gatta.